# François Jarry de Vrigny de La Villette
François Jarry de Vrigny de la Villette, né en 1733 et mort à High Wycombe (Angleterre) le 15 mars 1807, est un général français, d’abord au service de la Prusse puis actif contre-révolutionnaire au moment des guerres de la Révolution.
Après une longue carrière de professeur aux écoles de guerre prussiennes, il rentre en France. Chef d’état-major médiocre de l’armée du Nord, il commande brièvement un corps français en juin 1792 et incendie les faubourgs de Courtrai avant d’émigrer et de se mettre au service de l’Angleterre de 1793 à sa mort.

## Carrière en Prusse
Après des études le spécialisant dans le génie militaire, il se met au service du roi de Prusse à 22 ou 23 ans, et sert dans l’armée prussienne pendant la guerre de Sept Ans. Il est nommé major à la fin de cette guerre, en 1763,.
Il est nommé directeur de l’académie de guerre de Berlin, qu’il organise et conserve la direction de l’établissement, selon les sources, jusqu’en 1775 ou 1786. Il est nommé par Frédéric-Guillaume II de Prusse à la tête d’une mission auprès des révoltés des Pays-Bas de 1788 à 1790. Il est ensuite envoyé par ceux-ci comme ambassadeur auprès du roi de Prusse. Il est néanmoins nommé colonel par le roi de Prusse le 30 mars 1790.

## Carrière dans l’armée française
En octobre 1790, il est de retour en France où il prend sa retraite. Il reçoit la croix de Saint-Louis en juin 1791 avant de s’engager dans l’armée française. Il est ensuite nommé chef d’état-major de l’armée du Nord sous les ordres de Rochambeau. Début 1792, il est nommé avec Ségur ambassadeur en Prusse, afin d’acheter la neutralité de Berlin>,, mission dans laquelle ils échouent,.
De retour à l’état-major de l’armée du Nord, il est inactif et la déclaration de guerre du 20 avril surprend l’armée impréparée : elle est battue deux fois le 28 avril à Baisieux et à Quiévrain.
On lui retire ses fonctions à l’état-major, en le nommant maréchal de camp, avec le commandement de l’avant-garde le 27 mai 1792,. Il attaque et prend Menin, sans défense, le 17 juin et participe à la prise de Courtrai, le 18. Alors que le général Beaulieu tente de reprendre la ville, il fait incendier les faubourgs de la ville pour en faciliter la défense avant de l’évacuer le 30 juin. Il est très critiqué pour cet incendie, et nommé au camp de Fontoy à l’armée du Centre en juillet. La prise du palais des Tuileries et la chute de la monarchie, le 10 août 1792, le poussent à émigrer et passer à l’ennemi par les Deux-Ponts le 21 août.

## Carrière dans les armées contre-révolutionnaires
Il est brièvement emprisonné à Luxembourg et obtient une pension de Metternich grâce à l’appui de Mercy. Il est ensuite engagé par l’Angleterre et rédige des mémoires détaillés sur la stratégie à conduire face aux armées françaises. Il participe sous un faux nom à la campagne de 1794 dans les états-majors coalisés contre la France.
En 1795, il arrive en Angleterre avec l’armée du duc d’York, et reprend en 1796 son activité de rédaction de mémoires stratégiques. Il est nommé en 1798 professeur à l’académie militaire britannique récemment fondée à High Wycombe, puis directeur l’année suivante. L’école de High Wycombe est intégrée au Royal Military College de Sandhurst lors de sa création en 1801. En 1806, il est nommé inspecteur de l’enseignement militaire et meurt le 15 mars 1807 à High-Wycombe.

## Sources
- Hugues Marquis, « Le général François Jarry au service de l'Angleterre (1793-1806) », Annales historiques de la Révolution française, no 356,‎ février 2009, p.93-118 (lire en ligne).
- Arthur de Ganniers, « Le général Jarry et l’incendie de Courtrai par l’armée française en 1792 », Revue des questions historiques, t. XXIII, livre LXVII,‎ 1900, p.506-553.
- Francis Jarry (1803); Instruction concerning the duties of Light Infantry in the Field. Translated by, L. A. M. ; Edition, 2 ; Publisher, Dulau; Original from, Oxford University.